# Bargaxe ibne Saíde de Zanzibar
Bargaxe ibne Saíde Abuçaíde GCMG, GCTE (em árabe: برغش بن سعيد البوسعيد; romaniz.: Barghax bin Said Al-Busaid; 1837 – 26 de março de 1888) foi o segundo sultão de Zanzibar, filho de Saíde ibne Sultão, sendo que governou a Zanzibar entre 7 de outubro de 1870 e 26 de março de 1888.

## Títulos
- 1837-1870: Saíde Bargaxe ibne Saíde
- 1870-1875: Sua Alteza Sultão Saíde Bargaxe ibne Saíde, Sultão de Zanzibar
- 1875-1883: Sua Alteza Sultão Saíde Saíde Bargaxe ibne Saíde, Sultão de Zanzibar, GCTE
- 1883-1888: Sua Alteza Sultão Saíde Saíde Bargaxe ibne Saíde, Sultão de Zanzibar, GCMG, GCTE

## Honras
- Grande Cruz da Ordem Militar da Torre e Espada, do Valor, Lealdade e Mérito de Portugal (GCTE) – 1875
- Grande Cruz da Ordem da Águia Vermelha, 1ª classe em brilhantes da Prússia – 1875
- Cavaleiro da Grande Cruz de Ordem de São Miguel e São Jorge (GCMG) – 1883